# Iassus flavipes
Iassus flavipes är en insektsart som beskrevs av Victor Ivanovitsch Motschulsky 1859. Iassus flavipes ingår i släktet Iassus och familjen dvärgstritar. Inga underarter finns listade i Catalogue of Life.